# Escrita zagaua

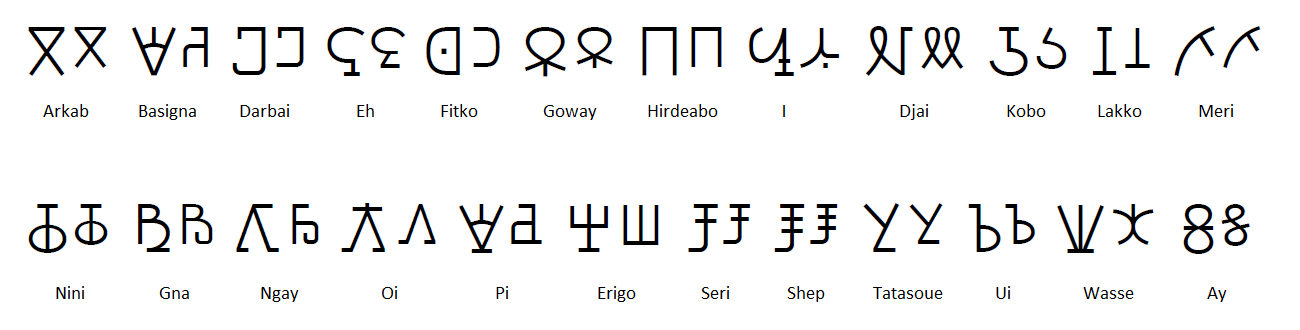
Pares de Maiúsculas (esquerda) e Minúsculas (direita) do alfabeto zagaua (Beria) ordem é aquela do Latim: //a b d ɛ f ɡ h~ħ ɪ ʒ k l m n ɲ ŋ ɔ p ɾ~r s ʃ t ʊ w j//.

A escrita zagaua (zaghawa) ou Alfabeto Beria, Beria Giray Erfe ('Marcas de escrita zagaua'), é uma escrita alfabética indígena criada para a língua zagaua de Darfur e do Chade. 
No anos 1950, um professor de escola zagaua do Sudão de nome Adam Tajir criou um alfabeto ao zagaua. A escrita teve como base as marcas feitas em animais domésticos do clã, em especial em camelos. É por vezes chamado de  alfabeto camelo, e foi copiado o inventário do alfabeto árabe, um sistema não ideal para a língua Zaghawa. 
Em 2000, um veterinário zagaua chamado Siddick Adam Issa adaptou a escrita Tajir a zagaua, que provou popular na comunidade zagaua. A tipografia é um pouco inovador em que as letras minúsculas têm um descendente que desce abaixo da linha e para as pontuações, em contraste com as letras maiúsculas que sobem em relação às minúsculas no alfabeto latino. O Beria Giray Erfe é um alfabeto completo com letras separadas para vogais; porém, há diacríticos  para marcar os tons: acento grave para tom descendente e acento agudo para tom ascendente. Os tons Alto, Médio e Baixo não são marcados. As vogais são marcadas com “macron”  para marcar a derivação de /i e ə o u/ a partir das letras para /ɪ ɛ a ɔ ʊ/).
As letras parar /p/, som que não existe nem em zagaua nem em Árabe, é escrito com a adição de uma cauda à letra para /b/. Do mesmo modo, /ʃ/ se deriva de  /s/ com um traço cruzando o símbolo. Não parece haver uma letra para /ħ/, nem uma distinção entre  /ɾ/ e /r/, embora haja tais sons em zagaua. 
Numerais e pontuações europeias são usadas. Uma proposta preliminar de um futuro mapa da escrita em Unicode foi feita em 2007.